# Rumbero's
«Rumbero's» — український гурт, що розпочав свою діяльність у 2011 році.
Лавреат української музичної премії «Музична платформа» за пісню «Вона така», та номінант національної музичної премії «Золота жар-птиця» у номінації «Поп-гурт».

## Опис
Гурт складається з фронтмену — Амадора Ло́песа, соліста Олега Серафина та шоу-балета.
Виконує пісні у стилі reggaeton — поєднання регі, техно, хіп-хопу, репу та латиноамериканської музики. У репертуарі гурту переважна більшість пісень іспанською та українською мовою.

## Дискографія

### Альбоми
- 2020 — «Carnaval»[5]

### Сингли[6]
- La-La-La
- Pasion
- Hey, chika
- Latina Bomba
- Salsa
- Feliz Ano Nuevo
- Football (EURO 2012)

### Відеокліпи
Аранжування на На Хаті Рекордз та Iksiy Music
| Рік  | Назва                        | Мова                 | Посилання                                      | Режисер                          | Перегляди*      |
| ---- | ---------------------------- | -------------------- | ---------------------------------------------- | -------------------------------- | --------------- |
| 2011 | Pasion                       | російська, іспанська | [Архівовано 12 липня 2020 у Wayback Machine.]  | Катерина Осінская и Дмитро Мухін | 189 тис.        |
| 2014 | З Новим роком!               | українська           | [Архівовано 30 липня 2020 у Wayback Machine.]  | Наталія Шевчук                   | 24 тис.         |
| 2014 | La-La-La                     | російська            | [Архівовано 5 вересня 2020 у Wayback Machine.] | Катерина Осінская                | 127 тис.        |
| 2015 | #INDIGO                      | іспанська            | [Архівовано 2 серпня 2020 у Wayback Machine.]  | Анастасія Конарська              | 140 тис.        |
| 2017 | CHIKABELLA ft. HARUN ERKEZEN | іспанська            | [Архівовано 10 липня 2020 у Wayback Machine.]  | DVIZHON                          | 274 тис.        |
| 2018 | Mi Musica                    | іспанська            | [Архівовано 2 серпня 2020 у Wayback Machine.]  | DVIZHON                          | 921 тис.        |
| 2018 | Lena                         | українська           | [Архівовано 19 липня 2020 у Wayback Machine.]  | Максим Шелковников, Денис Маноха | 669 тис.        |
| 2018 | Amor                         | іспанська            | [Архівовано 28 червня 2020 у Wayback Machine.] | Олена Винярська                  | 167 тис.        |
| 2019 | Вона така                    | українська           | [Архівовано 13 червня 2020 у Wayback Machine.] | Інна Грабар                      | 1 млн. 138 тис. |

*кількість переглядів у YouTube станом на 4 липня 2020 року

## Участь у телешоу та фестивалях
| Рік  | Назва                             | Телеканал | Джерело |
| ---- | --------------------------------- | --------- | ------- |
| 2018 | Ліга зірок                        | Україна   | [ 8 ]   |
| 2018 | Вечір прем'єр з Катериною Осадчою | 1+1       | [ 9 ]   |
| 2019 | Atlas Weekend                     | М1        | [ 10 ]  |
| 2019 | Новорічна музична платформа       | Україна   | [ 2 ]   |

## Нагороди та номінації
| Рік  | Премія            | Номінація  | Результат | Примітка             | Дж.   |
| ---- | ----------------- | ---------- | --------- | -------------------- | ----- |
| 2019 | Музична платформа | Пісня року | Перемога  | За пісню «Вона така» | [ 2 ] |
| 2019 | Золота жар-птиця  | Поп-гурт   | Номінація |                      | [ 3 ] |